# Obesity Reviews
Obesity Reviews è una rivista medica mensile sottoposta a revisione paritaria, fondata nel 2000, che pubblica articoli di revisione su tutte le discipline collegate all'obesità. È la rivista ufficiale della World Obesity Federation e viene pubblicata dalla Wiley-Blackwell per conto di quest'ultima. 
Il caporedattore è David A. York (Utah State University).

## Indicizzazione
Gli abstract e gli articoli sono indicizzati da:
- Academic Search
- AGRICOLA
- CAB Abstracts
- CAB HEALTH
- Current Contents/Clinical Medicine
- Embase
- MEDLINE
- Science Citation Index Expanded
- Scopus

Secondo il Journal Citation Reports, la rivista ha ricevuto un fattore di impatto per il 2017 pari a 8,483. Secondo Web of Science, il fattore di impatto per il 2024 era pari a 8 e la rivista si posizionava nel primo quartile della categoria "Endocrinologia e metabolismo".

## Articoli notevoli
Esempi derivati da Wikipedia
- (EN) C. Ding, M. K.‐S. Leow e F. Magkos, Oxytocin in metabolic homeostasis: implications for obesity and diabetes management, in Obesity Reviews, vol. 20, n. 1, 2019-01,  pp. 22–40, DOI:10.1111/obr.12757. URL consultato il 15 giugno 2023. (ossitocina)
- (EN) Bjornstop P, Do stress reactions cause abdominal obesity and comorbidities?, in Obesity Reviews, vol. 2, n. 2, 2001,  pp. 73–86, DOI:10.1046/j.1467-789x.2001.00027.x, PMID 12119665. (obesità)
- (EN) A. Wolf, G.A. Bray, B.M. Popkin, A short history of beverages and how our body treats them, in Obesity Reviews, vol. 9, n. 2, marzo 2008,  pp. 151-164, DOI:10.1111/j.1467-789X.2007.00389.x. (distillazione)
- J. E. McMinn, Baskin, D. G. e Schwartz, M. W., Neuroendocrine mechanisms regulating food intake and body weight, in Obesity Reviews, vol. 1, n. 1, 2000,  pp. 37–46, DOI:10.1046/j.1467-789x.2000.00007.x, ISSN 1467-789X (WC · ACNP), PMID 12119644. (neuroendocrinologia)